# 静岡県道114号稲取港線
静岡県道114号稲取港線（しずおかけんどう114ごう いなとりこうせん）は、静岡県賀茂郡東伊豆町内を通る一般県道である。

## 概要

### 路線データ
- 起点：稲取港
- 終点：静岡県賀茂郡東伊豆町稲取（国道135号交点）

## 沿革
- 1960年（昭和35年）4月1日 - 認定[1]

## 地理

### 通過する自治体
- 静岡県賀茂郡東伊豆町

### 接続する道路
- 東伊豆町道（起点：稲取港、「東伊豆町役場」北）
- 国道135号（東伊豆道路）（終点：稲取南口交差点）

### 周辺
- 伊豆急行伊豆急行線 伊豆稲取駅
- 東伊豆町役場
- 東伊豆町立稲取中学校
- 東伊豆町立稲取小学校
- 稲取温泉
- 医療法人社団康心会 伊豆東部総合病院
- 静岡銀行 稲取支店
- マックスバリュ 稲取店